# Metoda naiwna
 Metoda naiwna – metoda prognostyczna dotycząca analizy szeregów czasowych bez tendencji.
Metoda ta stosowana jest przy stałym poziomie zjawiska i niewielkich wahaniach przypadkowych (niski współczynnik zmienności V<5-10%) i przy założeniu, że nie wystąpią istotne zmiany najważniejszych czynników.
Reguła predykcji: 
{\displaystyle {\widehat {y_{n+1}}}=y_{n}}
Zalety:
- prosta i łatwa do zrozumienia
- szybka i tania

Wady:
- niska jakość prognoz
- brak możliwości oceny ex-ante

Jest to prognoza typu: "jutro będzie tak jak dziś".
Metoda ta polega na tym, iż wartość z ubiegłego okresu (t-1) przypisywana jest do okresu bezpośrednio następującego po nim jako wartość prognozowana.
Przykładowo: jeśli wczoraj było 20 stopni przyjmuje się, że dzisiaj też będzie 20 stopni. Różnica między wartością prognozowaną (oczekiwaną) a wartością rzeczywistą (empiryczną) to błąd prognozy. Jeśli dziś nie jest 20, a 21 stopni, to błąd wynosi 1 stopień Celsjusza, czyli 5%. Jeśli dziś jest 21 stopni Celsjusza, to prognozując jutrzejszą temperaturę, posługując się tą metodą, będziemy zakładać, że jutro będzie 21 stopni (bo dziś tyle jest).
Metodę tę można rozszerzyć o uwzględnienie sezonowości, wtedy prognozą jest ostatnia wartość w odpowiednim okresie, np. prognoza na kwiecień 2010 będzie wartością z kwietnia 2009:
{\displaystyle {\widehat {y_{n+12}}}=y_{n}}
Można również wykorzystać założenie o obecności trendu jako różnicy między dwiema ostatnimi obserwacjami, wtedy prognoza naiwna ma postać:
{\displaystyle {\widehat {y_{n+1}}}=2y_{n}-y_{n-1}}